# Onesia erlangshanensis
Onesia erlangshanensis är en tvåvingeart som beskrevs av Feng 1998. Onesia erlangshanensis ingår i släktet Onesia och familjen spyflugor. Inga underarter finns listade i Catalogue of Life.